# Luc Flad
Lucas Flad (Utrecht, 17 mei 1933 – Ede, 17 februari 2012) was een Nederlandse voetballer. 
Luc Flad is de maker van het allereerste doelpunt in het betaald voetbal onder de vlag van de KNVB. In het eerste profseizoen, 1954/55, kopte hij op zondag 28 november 1954 voor DOS al na 32 seconden raak. Het gebeurde tijdens het duel met BVC Amsterdam (4-2) in het Utrechts Stadion dat met 14.000 toeschouwers was uitverkocht. Cor Luiten schoot al na een halve minuut op de lat en Flad kopte de terugspringende bal achter de Amsterdamse keeper Herman van Raalte. Flad scoorde in die wedstrijd drie keer.
25 jaar later bleek zijn openingsdoelpunt de eerste treffer te zijn in het betaald voetbal en werd hij alsnog opgenomen in het Guinness Book of Records.
Flad fungeerde vaak als wisselspeler. Hij maakte in 1958 deel uit van het team van DOS dat de landstitel veroverde. Hij kwam in dat seizoen zeven keer in actie.
Hij stierf in 2012 aan de gevolgen van een longontsteking.

## Carrièrestatistieken
| Seizoen         | Club            | Land            | Competitie                   | Competitie | Competitie | Beker | Beker | Internationaal | Internationaal | Overig | Overig | Totaal | Totaal |
| Seizoen         | Club            | Land            | Competitie                   | Wed.       | Dlp.       | Wed.  | Dlp.  | Wed.           | Dlp.           | Wed.   | Dlp.   | Wed.   | Dlp.   |
| --------------- | --------------- | --------------- | ---------------------------- | ---------- | ---------- | ----- | ----- | -------------- | -------------- | ------ | ------ | ------ | ------ |
| 1951/52         | DOS             | Nederland       | Eerste klasse B              | 1          | 0          | –     | 0     | 0              | 0              | 0      | 0      | 1      | 0      |
| 1952/53         | DOS             | Nederland       | Eerste klasse A              | 12         | 7          | –     | 0     | 0              | 0              | 0      | 0      | 12     | 7      |
| 1953/54         | DOS             | Nederland       | Eerste klasse B              | 11         | 2          | –     | 0     | 0              | 0              | 0      | 0      | 11     | 2      |
| 1954/55         | DOS             | Nederland       | Eerste klasse B (Afgebroken) | 9          | 2          | –     | –     | 0              | 0              | 0      | 0      | 9      | 2      |
| 1954/55         | DOS             | Nederland       | Eerste klasse A              | 18         | 4          | –     | –     | 0              | 0              | 0      | 0      | 18     | 4      |
| 1955/56         | DOS             | Nederland       | Hoofdklasse A                | 5          | 0          | –     | –     | 0              | 0              | 0      | 0      | 5      | 0      |
| 1956/57         | DOS             | Nederland       | Eredivisie                   | 10         | 3          | –     | 0     | 0              | 0              | 0      | 0      | 10     | 3      |
| 1957/58         | DOS             | Nederland       | Eredivisie                   | 7          | 0          | –     | 0     | 0              | 0              | 0      | 0      | 7      | 0      |
| 1958/59         | DOS             | Nederland       | Eredivisie                   | 0          | 0          | –     | 0     | 0              | 0              | 0      | 0      | 0      | 0      |
| 1959/60         | 't Gooi         | Nederland       | Eerste divisie A             | ?          | 3          | –     | –     | 0              | 0              | 0      | 0      | ?      | 3      |
| Carrière totaal | Carrière totaal | Carrière totaal | Carrière totaal              | 73         | 21         | –     | 0     | 0              | 0              | 0      | 0      | 73     | 21     |

## Erelijst
DOS
| Nationaal     |    |         |
| Landskampioen | 1x | 1957/58 |